# Вєска-над-Житавою
Вєска-над-Житавою (словац. Vieska nad Žitavou) — село в окрузі Комарно Нітранського краю Словаччини. Площа села 5,46 км². Станом на 31 грудня 2015 року в селі проживало 452 жителі.

## Історія
Перші згадки про село датуються 1406 роком.

## Населення
| Рік:            | 1994. | 2004.    | 2014.   | 2024.   |
| --------------- | ----- | -------- | ------- | ------- |
| Кількість осіб: | 498   | 442      | 466     | 436     |
| Різниця:        |       | -11,24 % | +5,42 % | -6,43 % |

| Рік:            | 2023. | 2024.   |
| --------------- | ----- | ------- |
| Кількість осіб: | 452   | 436     |
| Різниця:        |       | -3,53 % |